# アサンテ サーナ
『アサンテ サーナ／わが愛しのタンザニア』（アサンテ サーナ わがいとしのタンザニア）は、谷口千吉監督、達純一主演の1974年に製作された日本映画であり、タンザニアのある協同農場で青年海外協力隊員として活動する主人公坂田、タンザニア人の同僚ジュマ、日本人ヒッピー梶を中心に協力隊員の活動と生活、人々の心の葛藤、触れ合い、タンザニアの風土などを情熱的かつ情緒豊かに描いている。
映画では、主人公の坂田役である達や、同僚のジュマ役のフランク・ムズレイ、日本人ヒッピー梶役の大口広司らの他に、監督の谷口の夫人でもある八千草薫が現地駐在員の妻役で特別出演している。また、俳優がいない、劇映画をつくった経験ゼロのタンザニアで、その意味では全くの素人である大勢の村人たちが出演し、自然体で見事な演技を披露している。
この映画の製作は、1973年頃から協力隊員の現地生活をテーマにした一般公開用映画の作成の可能性を検討していた青年海外協力隊事務局と、開発途上国を旅行中に青年海外協力隊の活動に触れ感銘を受けたことで、協力隊員を主人公とした映画を作り協力隊活動を広く日本人に紹介したいと考えていた谷口の意向が一致し、実現したものである。その辺りの経緯を青年海外協力隊の機関紙であるJOCVニュース（昭和49年2月1日号）では「協力隊事務局では昨年来隊員の現地生活をテーマにした一般公開用映画の作成の可能性を検討していたが、わが国映画界の巨匠の一人である谷口の協力を得て、その製作をおこなうことになった。「協力隊応援団長」と自称される谷口は、『生涯の記念碑を残す』決意に燃え、しばらく他の一切の仕事を断って協力隊映画の製作に専念されることになった」と記している。
1974年6月、シノプシスや脚本の作成、およびその英訳などの準備作業が終了し、タンザニア当局から正式の撮影許可を得るべく監督の谷口以下5名のスタッフがタンザニア最大の都市ダルエスサラームへ向け出発した。引きつづいて必要機材の購送も行われ、6月25日には達と大口の二俳優を加えた撮影本隊16名がタンザニアへ向かった。ロケは7月7日のサバサバ祭りの撮影から開始し、約5か月間にわたって行われた。
1975年7月22日、明治神宮会館で行われた特別試写会は、皇太子明仁親王・同妃美智子、浩宮徳仁親王が臨席し、1,500名の特別招待者出席のもとに、盛大に開催された。上映に先だち、参議院議員木島則夫の司会で、スタッフおよび出演者の紹介につづき、法眼晋作国際協力事業団（現 国際協力機構）総裁、監督の谷口、タンザニア大使からの挨拶があり、谷口にはタンザニア大使の娘から、また大使には、八千草からそれぞれ花束が贈呈された。
1975年10月から1976年12月まで全国462ヶ所で自主上映され、24万人を超える人々が観覧した。
なお、「アサンテ サーナ」とはスワヒリ語で「どうもありがとうございます」の意味である。